# Dryadomorpha viridia
Dryadomorpha viridia är en insektsart som beskrevs av Henry Fairfield Osborn 1934. Dryadomorpha viridia ingår i släktet Dryadomorpha och familjen dvärgstritar. Inga underarter finns listade i Catalogue of Life.